# I Am Love
I Am Love – trzeci singel The Jackson 5 z albumu Dancing Machine wydanym w 1974 roku.

## Lista Utworów
1. I Am Love (part I)
2. I Am Love (part II)

## Notowania
| Lista (1974)             | Najwyższa pozycja |
| ------------------------ | ----------------- |
| Billboard Hot 100        | 15                |
| US Hot R&B/Hip-Hop Songs | 5                 |

## Twórcy

### I Am Love
- Wokal: The Jackson 5
- Kompozytor: Mel Larson, Jerry Marcellino, Don Fenceton i Roderick Rancifer
- Produkcja: Mel Larson i Jerry Marcellino
- Aranżacja: Mel Larson, Jerry Marcellino ,James Carmichael, John Bahler

- Poligrafia dołączona do wznowionej edycji z albumu Dancing Machine z 2010 roku